# Эллегорд, Франс
Франс Эллегорд (дат. France Marguerite Ellegaard, 10 октября 1913 — 17 апреля 1999) — финско-датская пианистка.

## Биография
Франс родилась в 1913 г. в Париже. Она была дочерью Карен Кристины Николайсен и спортсмена-велосипедиста Торвальда Эллегорда, который в Париже нашёл удобные площадки для велосипедных гонок. Она с детства обучалась музыке и уже в 5 лет играла на пианино. С 9 лет, несмотря на юный возраст, она училась в Парижской консерватории по классу фортепиано, а также теории и истории музыки и игре на ударных инструментах, а за успешную учёбу получала призы. Её первое выступление в Дании как пианистки состоялся в Копенгагене в 1927 г., когда ей было 14 лет. В консерватории Франс училась до 1932 г., завершила обучение исполнением фортепианного концерта Римского-Корсакова с оркестром Lamoureux Альберта Вольфа. Мать Франс руководила музыкальным воспитанием дочери и продолжала опекать её во время гастролей по Скандинавии, Прибалтике и других государствах Европы.
Самостоятельную карьеру Франс начала, когда ей было уже больше 30 лет. Шла Вторая мировая война, Дания была оккупирована немецкими войсками, и Франс Эллегорд как и многие деятели культуры и искусства сотрудничала с нацистской Германией — дала концерты в Берлине в 1942—1943 гг. — впоследствии это стоило ей симпатий датской публики. Когда в 1943 году она получила визу для посещения Швеции, то осталась в Стокгольме до конца войны. Здесь она познакомилась с Анни Фишер, с которой дала несколько совместных концертов.
Франс Эллегорд часто выступала в Финляндии, которую впервые посетила в 1933 г. и где дала нескольких благотворительных концертов во время советско-финской войны 1939—1940 гг. В 1948 г. Франс познакомилась со своим будущим мужем художником Биргером Карлстедтом. Они поженились в 1949 г., и Франс переехала на квартиру мужа в Маттбю (Матинкюля) рядом с Хельсинки. В 1961—1965 гг. она выступала в трио с Аней Игнатиус и Пентти Раутаваарой.
а в 1969—1975 гг. преподавала в Академии имени Сибелиуса в Хельсинки.
Франс получила несколько престижных наград, в том числе французскую Médaille d’Argent d’Arts, Sciences et Lettres в 1933 г. и грант Тагеи Брандт в 1936 г.
Франс Эллегорд умерла в Эспоо в 1999 г.